# Галан, Даниэль Элахи
Даниэль Элахи Галан Риверос (исп. Daniel Elahi Galán Riveros; род. 18 июня 1996, Букараманга) — колумбийский профессиональный теннисист. Участник Олимпийских игр 2020 года; победитель четырёх турниров ATP Challenger в одиночном разряде; победитель шести турниров ITF (4 — в одиночном разряде).
С 2018 года представляет Колумбию на Кубке Дэвиса, где его рекорд W/L составляет 9-5.

## Общая информация
Родился 18 июня 1996 года в городе Букараманга, в департаменте Сантандер, в Колумбии.

## Спортивная карьера
В 2015—2017 годах стал победителем четырёх турниров ITF в одиночном разряде.
В 2017 году стал победителем ещё двух турниров ITF в парном разряде.

### 2021
В июле 2021 года, в Токио (Япония) участвовал на Олимпийских играх в одиночном разряде, но во втором круге проиграл немцу Александру Звереву со счётом: 2-6, 2-6, — который в итоге стал Олимпийским чемпионом.

### 2023—2024
В июле 2023 года участвовал в одиночном разряде Уимблдонского турнира и дошёл до четвёртого раунда, где проиграл итальянцу Яннику Синнеру со счётом: 6-7, 4-6, 3-6. После Уимблдона поднялся на высшее в карьере 56-е место в рейтинге.
В январе 2024 года участвовал в одиночном разряде Australian Open и дошёл до второго раунда, где проиграл аргентинцу Себастьяну Баэсу со счётом: 5-7, 6-2, 2-6, 4-6.

## Рейтинг на конец года
| Год  | Одиночный рейтинг | Парный рейтинг |
| 2024 | 126               | —              |
| 2023 | 93                | —              |
| 2022 | 67                | —              |
| 2021 | 111               | 577            |
| 2020 | 115               | 566            |
| 2019 | 193               | 709            |
| 2018 | 226               | 913            |
| 2017 | 291               | 340            |
| 2016 | 418               | 1081           |
| 2015 | 427               | 673            |
| 2014 | 1069              | 1516           |
| 2013 | —                 | 1527           |